# Esteban Laureano Maradona
Esteban Laureano Maradona, popularmente conocido como El Doctor Maradona (Esperanza, 4 de julio de 1895-Rosario, 14 de enero de 1995), fue un médico rural, naturalista, escritor y filántropo argentino. Famoso por su sapiencia, modestia y abnegación, Maradona pasó cincuenta años ejerciendo la medicina en Estanislao del Campo, una remota localidad en la provincia de Formosa.
Su vida fue un ejemplo de altruismo. Colaboró con las comunidades indígenas en varios aspectos: económico, cultural, humano y social. Además, realizó grandes aportes al conocimiento de las colectividades del noreste argentino, estudió sus costumbres e incorporó a sus conocimientos los de la medicina tradicional aborigen. En su honor, Argentina ha declarado por Ley 25 448 el 4 de julio, día de su nacimiento, como Día Nacional del Médico Rural.
Es autor de obras científicas sobre antropología, flora y fauna. Renunció a todo tipo de honorario y premio material viviendo en la humildad y colaborando con su dinero y tiempo con los más menesterosos, a pesar de que pudo haber tenido una cómoda vida ciudadana, gracias a sus estudios y a la clase social a la que pertenecía.
Un par de frases por él dichas sintetizan su pensamiento sobre su profesión y modo de vida:

Si algún asomo de mérito me asiste en el desempeño de mi profesión, éste es bien limitado, yo no he hecho más que cumplir con el clásico juramento hipocrático de hacer el bien a mis semejantes.

Muchas veces se ha dicho que vivir en austeridad, humilde y solidariamente, es renunciar a uno mismo. En realidad ello es realizarse íntegramente como hombre en la dimensión magnífica para la cual fue creado.

## Biografía

### Sus primeros años
Era descendiente de varios próceres de la provincia de San Juan. De Plácido Fernández Maradona ―que fue gobernador en varias ocasiones y ministro de Nazario Benavídez― y de José Ignacio Fernández de Maradona ―jesuita y primer diputado electo por el pueblo de San Juan al ser reputado como el «mejor probidad» ante la Junta Grande de 1810 en Buenos Aires. Ambos eran hijos de los españoles Francisco Fernández de Maradona y Francisca Arias de Molina y Jofré, arribados de San Pedro de Arante en el año 1748. 
La madre de Esteban Maradona se llamaba Petrona Encarnación Villalba Sosa y era hija de Esteban Villalba, de origen santiagueño. Este había trabajado muchos años a cargo del cuidado de la hacienda de la familia Ezeiza, quienes al regresar al país de su exilio político, encontraron que no solo Villalba había cuidado su hacienda en su ausencia, sino que la había duplicado. Gracias a su honestidad, los Ezeiza le pagaron con patacones de plata. Villalba emigró con su familia y costeando el río Paraná, se detuvo por la zona de Barrancas y Coronda (en la provincia de Santa Fe), y compró varias hectáreas de campo.
Cerca de allí, en 1895, en Esperanza, nació su nieto, Esteban Laureano Maradona Villalba. Su padre, Waldino Maradona, sanjuanino, había llegado a ser senador de Santa Fe. Muy amigo de Domingo Faustino Sarmiento, el historiador Juan Manuel Cervera narró su historia en la obra Waldino B. Maradona, un civilizador de provincia, también fue maestro, periodista y productor rural. Su madre, Encarnación Villalba, era de familia estanciera. Esteban Laureano pasó entonces su infancia a orillas del río Coronda, donde su padre se desempeñaba como maestro en la estancia Los Aromos. Allí aprendió jugando a vivir en el monte, cazar y pescar.
Ya mayor, cursó sus estudios primarios y secundarios repartiéndose entre Santa Fe y Buenos Aires. En esta última ciudad se recibió de médico en 1926 e instaló un consultorio, pero luego lo trasladó a Resistencia, en aquel entonces capital del Territorio Nacional del Chaco, donde además se dedicó al periodismo en el diario La Voz, y a realizar exploraciones y estudios de botánica en la isla del Cerrito Argentino. Entre 1931 y 1932, dio un ciclo de conferencias sobre seguridad laboral en el marco de la Ley de Trabajo. Esto le trajo problemas con el gobierno militar de aquel entonces, ejercido por el presidente Uriburu, razón por la cual decidió viajar al Paraguay. En ese momento empezaba la guerra del Chaco (1932-1935), sostenida por Paraguay y Bolivia, y Maradona decidió anotarse como médico camillero prestando auxilio a los soldados de ambos bandos, pues, según sus palabras, «el dolor no tiene fronteras». Al llegar a Asunción las autoridades lo metieron preso por sospecharlo de espía, sin embargo con el tiempo le creyeron y llegó a ser jefe del Hospital Naval de Asunción. También redactó el reglamento de Sanidad Militar del Paraguay y tuvo tiempo para ocuparse de la colonia de leprosos de Itapirú. En Asunción, se comprometió con la que fue la única novia que se le conoce, Aurora Ebaly, sobrina del presidente paraguayo, pero ella fallecería de fiebre tifoidea el 31 de diciembre de 1934.
Con la culminación de la guerra en 1935 se decidió a retornar a su país, a pesar de los pedidos del gobierno paraguayo, que con premios y homenajes, intentó convencerlo de que se quedara dado el gran aprecio que se había ganado. Había proyectado ir hasta Formosa y allí tomarse un tren a Salta para luego ir a Tucumán donde visitaría a su hermano, y por último ir a Buenos Aires e instalar un consultorio en Lobos, provincia de Buenos Aires, donde vivía su madre.

### Su misión en Estanislao del Campo
Viajando ya por lo que en aquel entonces se conocía como Territorio Nacional de Formosa, el tren que lo transportaba realizó una parada en la estación Estanislao del Campo —en aquel entonces denominada Guaycurri—. Este era un villorrio formado por unos pocos ranchos sin ningún tipo de servicio de luz, agua corriente o gas, inmerso en el monte chaqueño. Una persona del lugar le pidió sus auxilios como médico para una parturienta que se encontraba en estado muy grave. Después de prestarle exitosamente atención y regresar a tomar el tren se encontró con un grupo de vecinos sin recursos que le rogaron para que no se fuera dado que no había ningún médico disponible varios kilómetros a la redonda. Maradona no lo dudó y se quedó, a pesar de que esto le hizo no solo perder su viaje sino también un trabajo seguro en Buenos Aires. Más aún, trabajaría allí por 51 años, viviendo siempre en una humilde vivienda de ladrillo, sin electricidad ni ningún otro tipo de servicio y prestando ayuda sin cobrar un peso a la comunidad indígena del lugar, formada por tobas, matacos, mocovíes y pilagás. Medio siglo después comentaría su arribo a Estanislao con estas palabras:

Cuando yo llegué empezaron los problemas. Todo esto era monte, solo había cuatro o cinco ranchos y estaba todo rodeado de indios, que por otra parte me querían matar. Tanto que uno de ellos, que era famoso, me agarró de las solapas y me sacudió, amenazándome. Pero nunca les tuve miedo ni me demostré asustado. Y no por dármelas de valiente. Sino que soy así nomás. Pero con la palabra dulce y la práctica de la medicina, tratando las enfermedades, dándoles tabaco y consiguiéndoles ropas, las cosas fueron cambiando. Así los traté hasta hoy. Me remangué, me metí en el monte sin ningún temor, arriesgando mi vida y también mi salud.
 Revista Historias de la Argentina secreta (1986)

En efecto, la comunidad indígena del lugar al principio le tuvo recelo, dado que en general los blancos los habían engañado y maltratado y por lo tanto no confiaban en la medicina del doctor. Sin embargo con el tiempo logró trabar amistad con los caciques del lugar y granjearse el respeto de todos, interiorizándose de sus necesidades y logrando erradicar de la zona terribles enfermedades como la lepra, el mal de Chagas, la tuberculosis, el cólera y la sífilis. Por todo esto, los indios lo llamaban Piognak —que significa «Dr. Dios» en pilagá—.
Se dedicó además a investigar científicamente la vida y cultura de los pueblos originarios, así como la fauna y flora de la región. Logró que el gobierno le adjudicara algunas tierras fiscales en las cuales fundó la colonia aborigen Juan Bautista Alberdi —oficializada en 1948—, les enseñó trabajos agrícolas y a construir casas con ladrillos confeccionados por ellos mismos, ya que hasta ese momento vivían desnutridos y enfermos sobreviviendo con el intercambio de artesanías por ropa y comida. Colaboró con su dinero en la compra de herramientas y semillas, fundó instituciones para cobijar y recibir indígenas marginados, proyectó un camino hacia el río Teuco, exploró fuentes de agua potable, realizó mejoras en la estación ferroviaria y ayudó a erigir la comisaría del pueblo. Despreció toda forma de poder que sus esfuerzos podrían haberle redituado. Dejó testimonio de todos sus contratiempos, esfuerzos y luchas en su libro A través de la selva. Este es un estudio antropológico de gran valor sobre la cultura indígena. Realizó también una valiente denuncia de las condiciones de vida de los indígenas y de su explotación en los ingenios azucareros. Con estas críticas logró que en 1936 las autoridades le dieran su apoyo en un programa de promoción humana y social.
Maradona también fundó una escuela rural (en la cual se desempeñó como docente por tres años) que, a pedido de él, recibió el nombre de uno de sus tatarabuelos, José Ignacio Maradona, quien, como se explicó anteriormente, había sido representante por la ciudad de San Juan ante la Junta Grande (1810-1811) y responsable de que en 1811 se sancionara el decreto que extinguía el tributo que pagaban los indios a la Corona de España. Este decreto y otros relacionados con libertades otorgadas a los indios por los gobiernos patrios se mencionan en la obra de Esteban Maradona A través de la selva, donde se sugiere que aún no han sido puestos en práctica.

### Sus últimos años de vida
En 1986, con 90 años de edad, enfermó y debió trasladarse a la ciudad de Rosario, donde vivía su sobrino. Llegó en un estado calamitoso, por lo que debió internarse inmediatamente en un hospital. Ya de alta, se quedó a vivir con la familia de su sobrino, de donde no se mudaría más.
En sus últimos años recibiría muchos homenajes y distinciones y no aceptaría ningún tipo de pensión vitalicia. Murió de vejez, a los 99 años, en Rosario, pero sus restos se guardan en la ciudad de Santa Fe, en el panteón de su familia Maradona-Villalba.
Un poeta de su ciudad natal, Esperanza, le dedicó en vida unas estrofas que, como reconocimiento popular, recorrieron la región:

Sea quichua, toba u ona,
la tribu no importa mucho:
la caridad llegó al indio
por manos de Maradona.

El 4 de julio, día de su nacimiento, ha sido declarado por ley 25 448 como Día Nacional del Médico Rural.

## Publicaciones
Algunos de sus 20 libros se encuentran sin ser publicados, y esperan que el Congreso de la Nación Argentina cumpla con la resolución de 1994 de editarlos y donarlos a bibliotecas públicas del país como fue el legado de su autor.

### Libros publicados
- A través de la selva —estudio antropológico donde además relata sus contratiempos en Estanislao del Campo—.
- Recuerdos campesinos.
- Una planta providencial (el yacón).

### No editados
- Animales cuadrúpedos americanos —tres volúmenes con ilustraciones—.
- Aves —también tres volúmenes con ilustraciones—.
- Dendrología —cinco volúmenes con representaciones gráficas de las especies—.
- El problema de la lepra. Profilaxis y colonización.
- El problema del vinal. Propiedades, usos y distribución en Formosa.
- Historia de la ganadería argentina
- Historia de los obreros de las Ciencias Naturales —de botánica y zoología americanas—.
- La ciudad muerta —historia de los primeros años de la ciudad de Concepción del río Bermejo—.
- Páginas sueltas —periodístico—.
- Plantas cauchígenas
- Vocabulario toba-pilagá —más de 3000 palabras traducidas al español—.

## Distinciones y homenajes

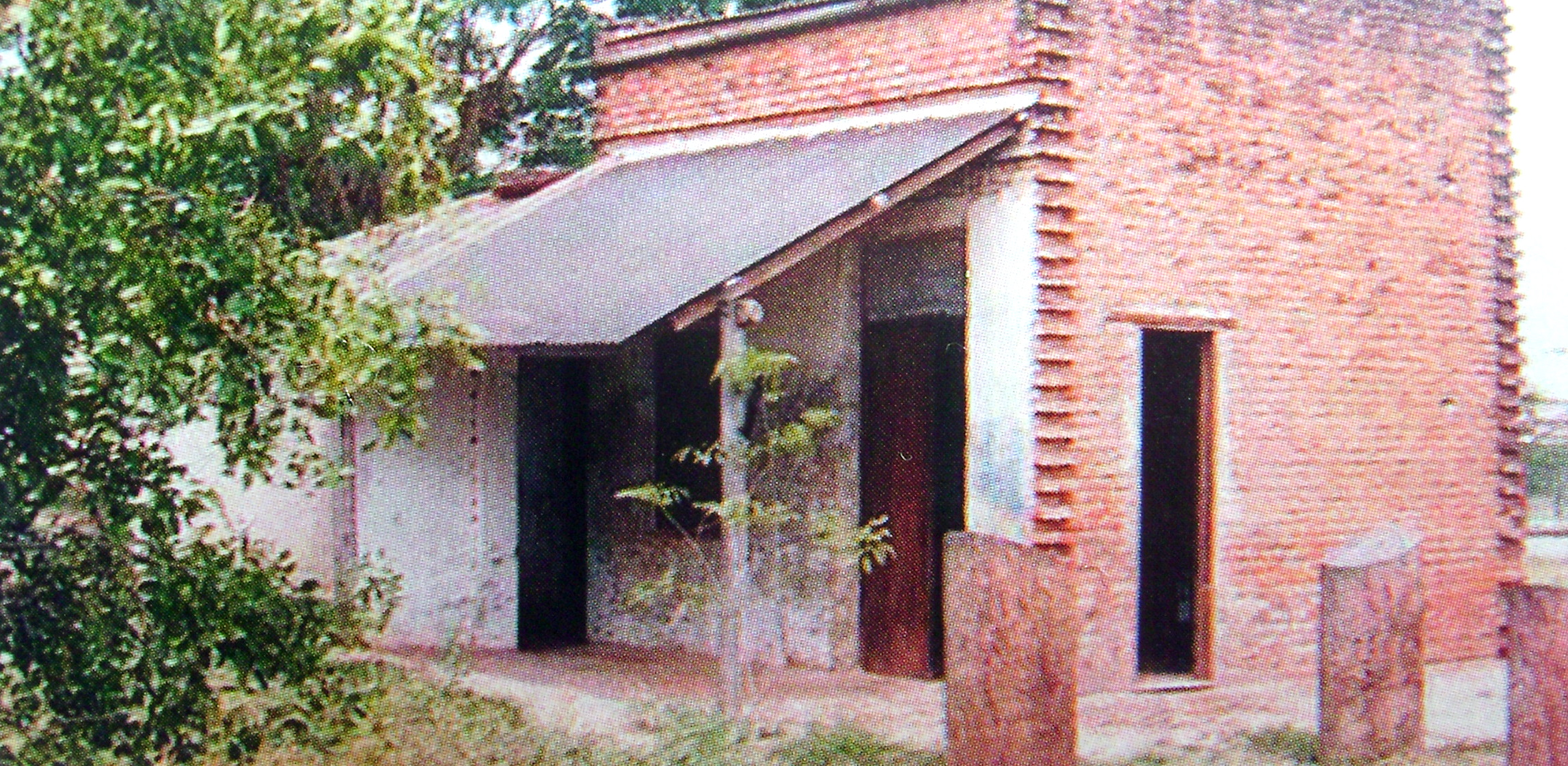
La casa de Maradona (declarada monumento histórico por el gobierno de Formosa) en 2006.

- 1941: Orden Nacional del Mérito con el grado de oficial del ejército paraguayo. Fue otorgado por el presidente Higinio Morínigo por su colaboración voluntaria durante la guerra entre Paraguay y Bolivia.
- 1953: Diploma Honorífico, otorgado por el Centro Cultural Paraguayo por su desinteresada labor en la guerra del Chaco Boreal.
- 1950: Premio al Médico Rural Iberoamericano —otorgado por representantes de organismos oficiales, entidades médicas y laboratorios medicinales—. Rechazó el dinero para que fuera donado en becas a jóvenes médicos rurales formoseños.
- 1977: Miembro Honorífico de la Sociedad de Médicos Escritores —con sede en París—.
- Premio Florián Paucke de la provincia de Santa Fe.
- 1987: premio Estrella de Medicina para la Paz de las Naciones Unidas.
- Doctor honoris causa de la Universidad Nacional de Rosario.
- En 1988 y 1993 fue propuesto al Premio Nobel de la Paz.
- Nombrado Ciudadano ilustre de la ciudad de Rosario.
- 1994: Medalla, diploma de honor y placa recordatoria otorgada por el Senado de la Nación Argentina.
- 22 de abril de 1994: Pensión vitalicia otorgada por el Congreso de la Nación Argentina (ley 24 387).
- 20 de abril de 1996: el Correo Argentino emitió en su homenaje un sello con su retrato con la leyenda «Médico abnegado y generoso».
- Varias calles, escuelas y plazoletas en Formosa, Rosario y en su ciudad natal, Esperanza, llevan su nombre.

- La humilde casa en la que vivió en Estanislao del Campo fue declarada monumento histórico por el Gobierno de Formosa.

- 27 de junio de 2001: el Congreso de la Nación Argentina sanciona la ley 25 448, instituyendo el 4 de julio como Día Nacional del Médico Rural, conmemorando el natalicio del doctor Esteban Laureano Maradona.